# Jean Dieu-Donné Randrianasolo
Jean Dieu-Donné Randrianasolo (26 maggio 1989) è un calciatore malgascio, portiere del CNaPS Sports e della Nazionale malgascia.

## Carriera

### Club
Ha sempre giocato nel campionato malgascio.

### Nazionale
Ha esordito in nazionale nel 2011, venendo poi convocato per la Coppa d'Africa 2019.